# Signabøur
Signabøur [ˈsɪknaˌbøːvʊɹ] (dänisch Signebø) ist ein Ort der Färöer an der Ostküste Streymoys.

## Geografie und Verkehr
Signabøur liegt am Südufer des Fjords Kollafjørður. Wenn man von Tórshavn Richtung Norden durch den Tunnel von Kaldbaksbotnur fährt, liegt Signabøur am Tunnelausgang zur Rechten.

## Geschichte
Von 1903 bis 1920 befand sich hier eine Walfangstation.